# Kleenex
Kleenex, klínex o clínex es un término (en todas las variantes, pronunciado clíneks) utilizado para identificar una variedad de productos como pañuelos desechables, papel higiénico, toallas de papel, y pañales. Kleenex es una marca registrada de la multinacional Kimberly-Clark, que los produce en 30 países y los comercializa en más de 170. Sin embargo, como término genérico, kleenex se utiliza en algunos países para identificar a los pañuelos desechables, sin importar la marca que posean.

## Historia
Los pañuelos desechables producidos por Kimberly-Clark están hechos de un material inventado por esta compañía durante la Primera Guerra Mundial, de nombre cellucotton. Fueron usados originalmente en máscaras antigás, como reemplazo al algodón, pues era requerido en la industria del vestido.
La corporación Kimberly-Clark creó el primer pañuelo facial en 1924 y anunciado como un producto para limpieza de maquillaje y crema. A los pocos años después de su introducción al mercado, la compañía recibió cartas de clientes sugiriendo su uso contra el resfriado común y la rinitis alérgica. En los años 1930, su uso como pañuelo desechable se extendió, por lo que la compañía creó el eslogan "Don't Carry a Cold in Your Pocket" ("no lleves un resfriado en tu bolsillo").En 1943, Kleenex empezó a conceder licencias al personaje de dibujos animados Little Lulu para popularizar la marca.
La popularidad del producto ha llevado a que en algunos países la palabra kleenex sea usada para referirse a cualquier pañuelo desechable, independientemente de su marca. En los mencionados países, Kleenex es una marca que ha pasado al uso común. Algunos diccionarios, como el Oxford, han incluido la palabra, definiéndola como tal.